# Metajapyx illinoiensis
Metajapyx illinoiensis är en urinsektsart som beskrevs av Smith och Bolton 1964. Metajapyx illinoiensis ingår i släktet Metajapyx och familjen Japygidae. Inga underarter finns listade i Catalogue of Life.